# 洛杉矶级攻击型核潜艇

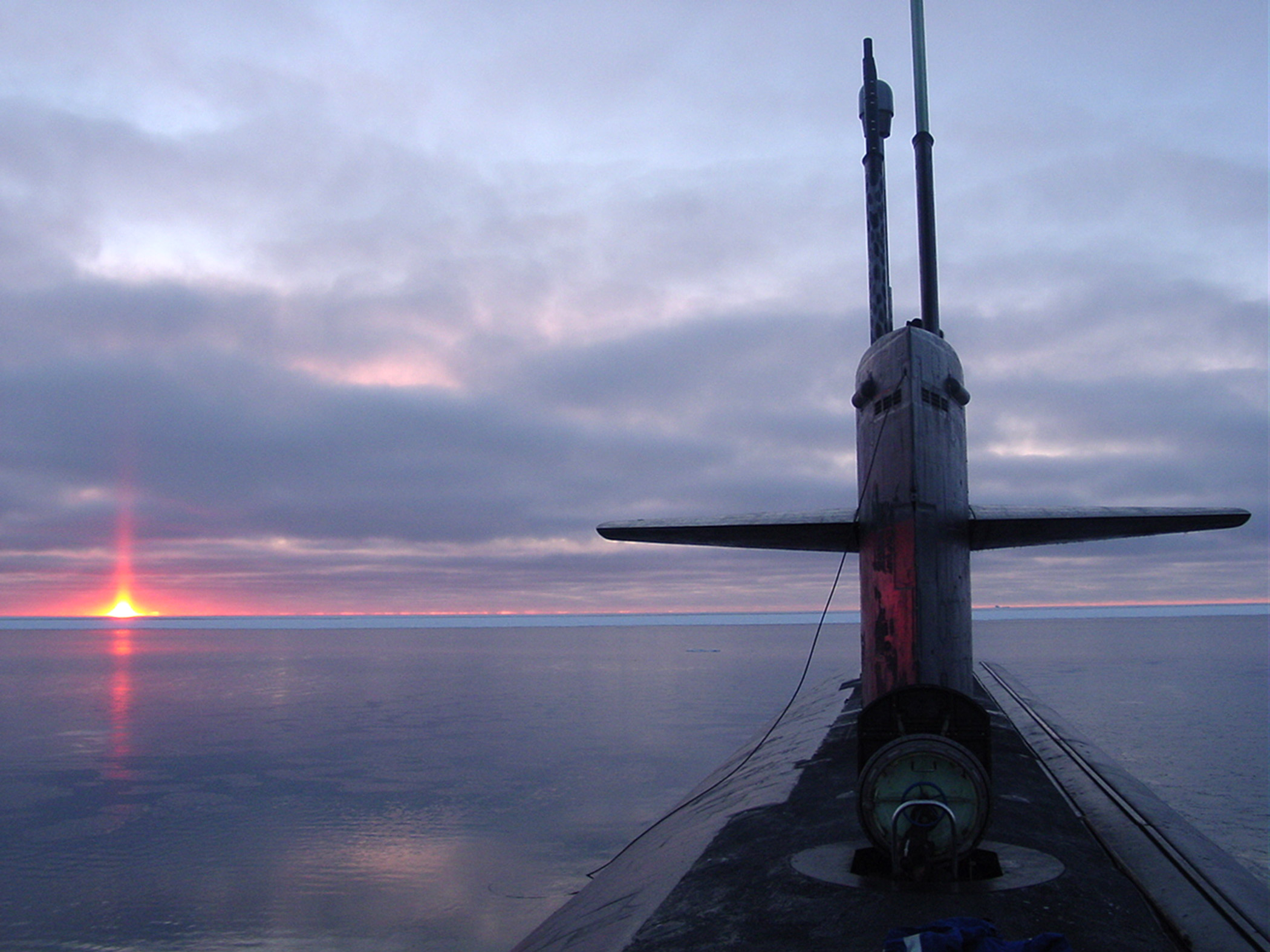
USS Honolulu (SSN 718)

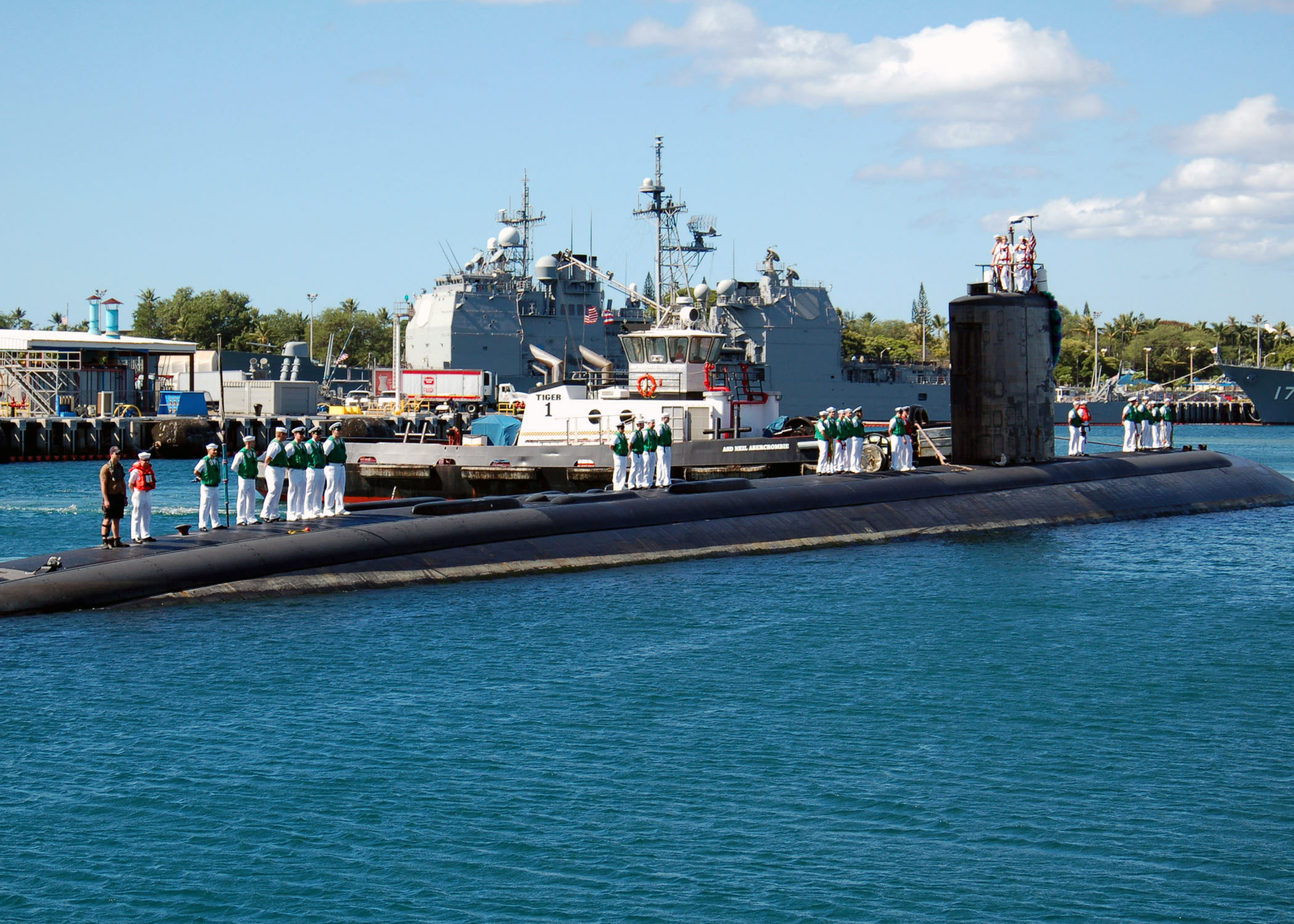
USS Charlotte於諾福克

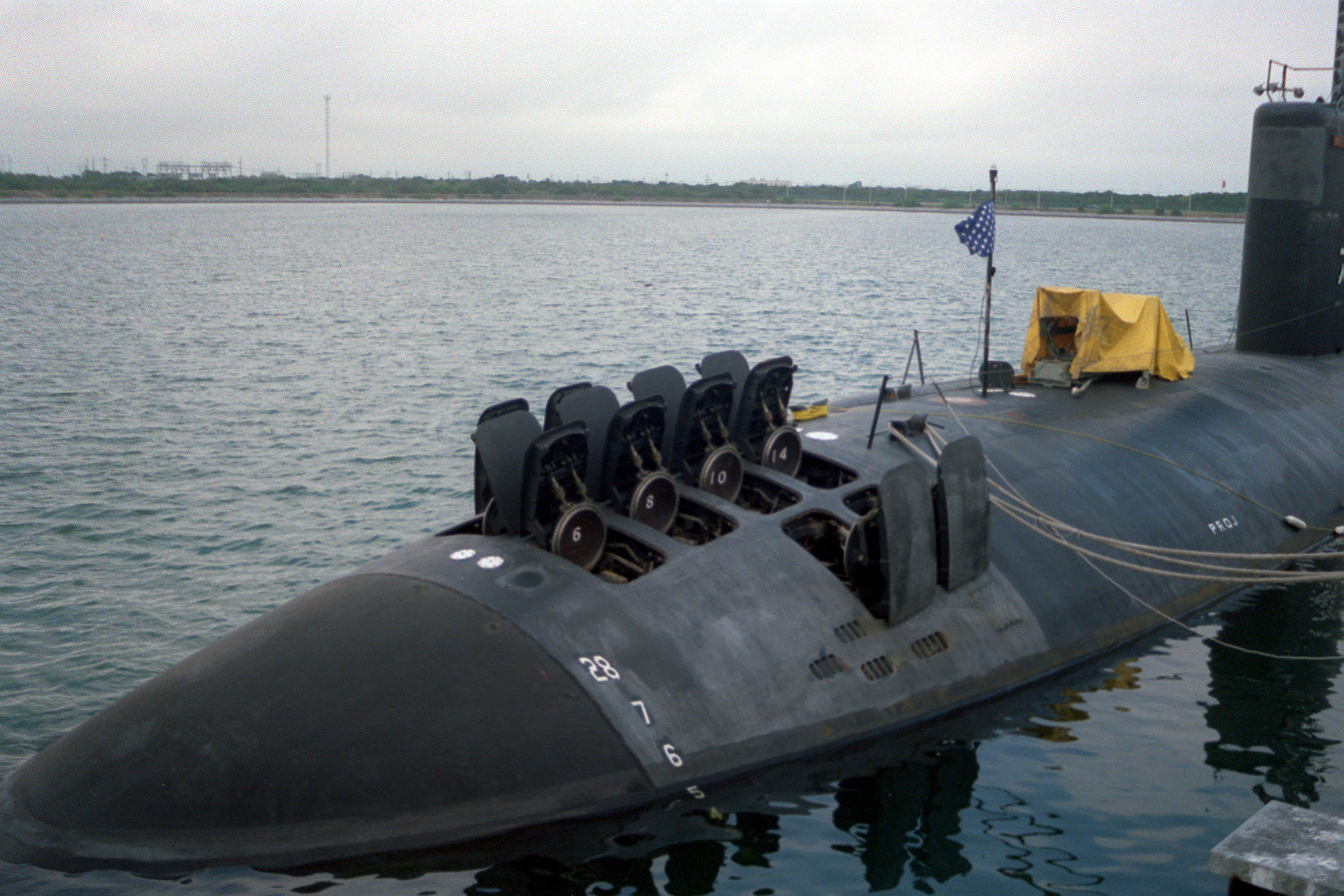
艦首垂直發射裝置

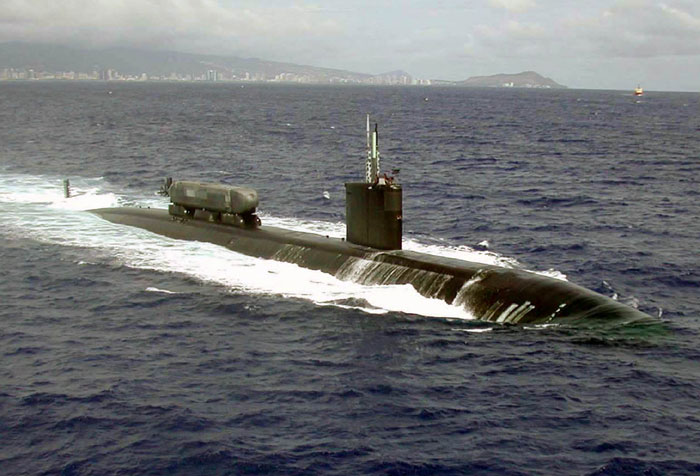
搭載特種部隊運輸用小潛艇

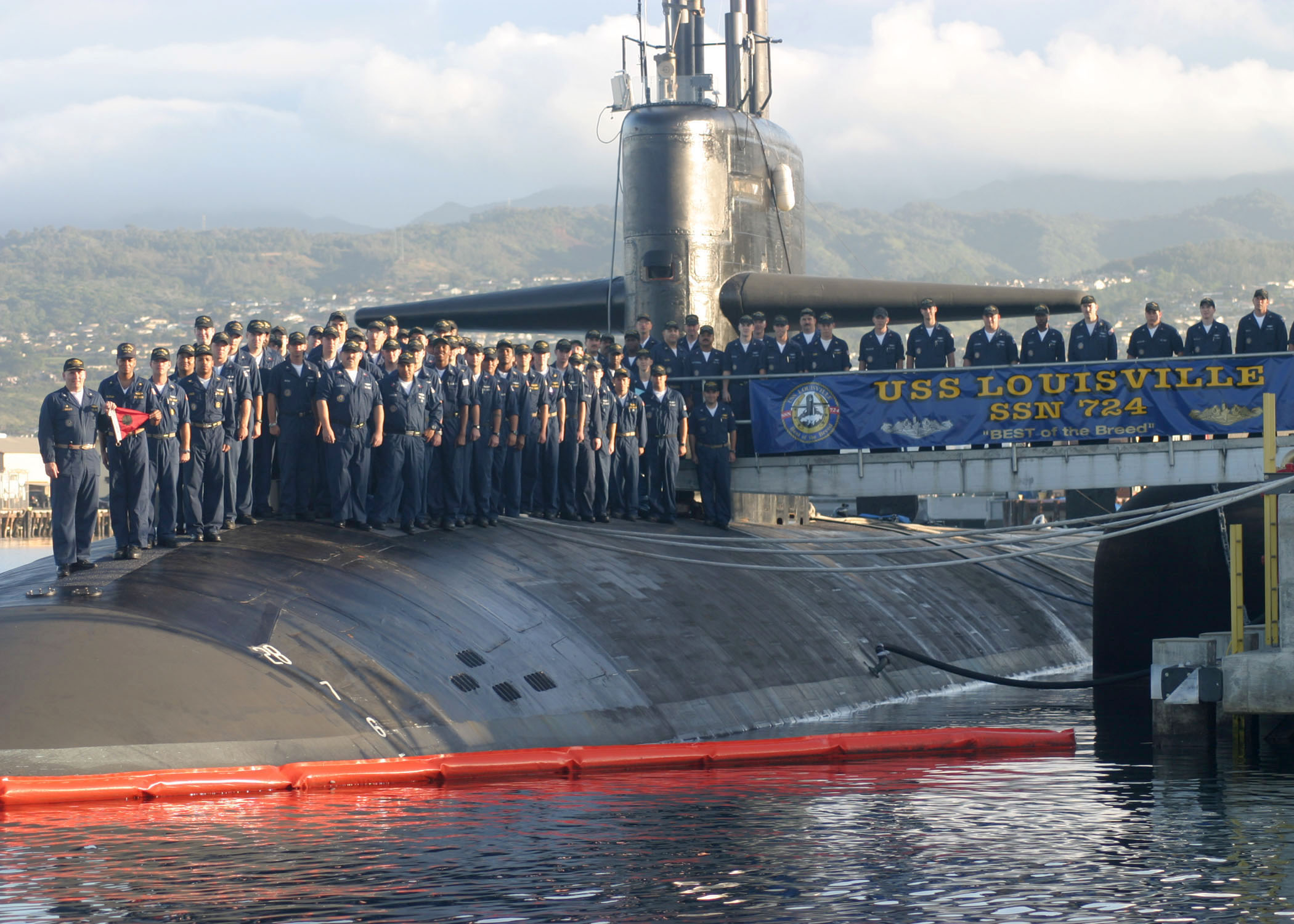
SSN724 路易士維爾號船員合照

洛杉磯級核動力攻擊潛艦（英語：Los Angeles-class submarine，常稱為688級）為美國在冷戰時期建造的一種高速多用途核潛艇，也是美國的第五代攻擊型潛艇。該艦的任務主要是反艦、反潛、為航空母艦戰鬥群護航。洛杉磯級攻擊型核潛艇的首艦洛杉磯號於1976年11月建成服役，到了1996年共建造了62艘，是美國海軍有史以來建造數量最多的核潛艇，均由紐波特紐斯造船公司、通用動力電船公司聯合建造。截至2024年，24艘仍在服役，2艘轉為訓練艦。其他已退役，其中1艘因縱火而全毀。

## 設計歷史
美國海軍當初建造洛杉磯級除了是為了讓它取代鱘魚級攻擊型核潛艇及為航空母艦戰鬥群護航，並能在深海中有效的獵殺蘇聯的核潛艇，於是委託紐波特紐斯造船公司、通用動力電船公司建造，終於首艘洛杉磯級潛艇總算在1976年建成服役，截至1996年，共建成62艘。
SSN-688至SSN-718為洛杉磯級的基本型，SSN719至SSN-725及SSN-750以及688I級，加裝12單元可發射戰斧巡弋飛彈的艦載垂直發射系統，而且核子反應爐也經過改良提升至35000匹馬力。SSN751至SSN773為688I級，亦為洛杉磯級的改良型，前水平舵移到艦首兩側變成可伸縮式，利於北極海域破冰能力。採用BSY-1整合式聲納戰鬥管理系統，具有使用魚雷管佈雷的能力，潛航時的噪音更小，武裝為4具533公厘Mk-48 ADCAP重型魚雷、潛射魚叉反艦飛彈、潛射戰斧巡弋飛彈共38件武器。
部分洛杉磯級潛艦也能搭載特戰部隊用的ASDS先進海豹運送系統。

## 同級列表
| 早期型稱為688型                                                                  | 早期型稱為688型       | 早期型稱為688型    | 早期型稱為688型          |
| 舷號                                                                             | 艦名                  | 服役日期           | 退役日期                 |
| -------------------------------------------------------------------------------- | --------------------- | ------------------ | ------------------------ |
| SSN-688                                                                          | 洛杉磯號              | 1976年11月13日服役 | 2011年2月4日             |
| SSN-689                                                                          | 巴吞魯日號            | 1977年6月25日服役  | 1995年1月13日            |
| SSN-690                                                                          | 費城號                | 1977年6月25日服役  | 2010年6月25日            |
| SSN-691                                                                          | 孟菲斯號              | 1977年12月17日服役 | 2011年4月1日             |
| SSN-692                                                                          | 奧馬哈號              | 1978年3月11日服役  | 1995年10月5日            |
| SSN-693                                                                          | 辛辛那提號            | 1978年3月11日服役  | 1996年7月29日            |
| SSN-694                                                                          | 格羅頓號              | 1978年7月8日服役   | 1997年11月7日            |
| SSN-695                                                                          | 伯明翰號              | 1978年12月16日服役 | 1997年12月22日           |
| SSN-696                                                                          | 紐約城號              | 1979年3月3日服役   | 1997年4月30日            |
| SSN-697                                                                          | 印第安納波利斯號      | 1980年1月5日服役   | 1998年12月22日           |
| SSN-698                                                                          | 布雷默頓號            | 1981年3月28日服役  | 2021年5月21日            |
| SSN-699                                                                          | 傑克遜維爾號          | 1981年5月16日服役  | 2021年11月16日退役       |
| SSN-700                                                                          | 達拉斯號              | 1981年7月18日服役  | 2018年4月4日             |
| SSN-701                                                                          | 拉荷亞號              | 1981年10月24日服役 | 2018年退役，轉作訓練用途 |
| SSN-702                                                                          | 菲尼克斯號            | 1981年12月19日服役 | 1998年7月29日            |
| SSN-703                                                                          | 波士頓號              | 1982年1月30日服役  | 1999年11月19日           |
| SSN-704                                                                          | 巴爾的摩號            | 1982年7月24日服役  | 1998年7月10日            |
| SSN-705                                                                          | 科珀斯克里斯蒂城號    | 1983年1月8日服役   | 2017年8月3日             |
| SSN-706                                                                          | 阿爾伯克基號          | 1983年5月21日服役  | 2017年2月27日            |
| SSN-707                                                                          | 樸茨茅斯號            | 1983年10月1日服役  | 2004年9月10日            |
| SSN-708                                                                          | 明尼阿波利斯-聖保羅號 | 1984年3月10日服役  | 2008年8月28日            |
| SSN-709                                                                          | 海曼·G·里科弗號       | 1984年7月21日服役  | 2006年12月14日           |
| SSN-710                                                                          | 奧古斯塔號            | 1985年1月19日服役  | 2009年2月11日            |
| SSN-711                                                                          | 旧金山號              | 1981年4月24日服役  | 2017年退役，轉作訓練用途 |
| SSN-712                                                                          | 亞特蘭大號            | 1982年3月6日服役   | 1999年12月16日           |
| SSN-713                                                                          | 休斯頓號              | 1982年9月25日服役  | 2016年8月26日            |
| SSN-714                                                                          | 諾福克號              | 1983年5月21日服役  | 2014年12月11日           |
| SSN-715                                                                          | 布法罗號              | 1983年11月5日服役  | 2019年1月30日            |
| SSN-716                                                                          | 鹽湖城號              | 1984年5月12日服役  | 2006年1月15日            |
| SSN-717                                                                          | 奧林匹亞號            | 1984年11月17日服役 | 2021年2月5日             |
| SSN-718                                                                          | 檀香山號              | 1985年7月6日服役   | 2007年11月2日            |
| 配備VLS垂直發射系統稱為688-2或688-II型                                           |                       |                    |                          |
| SSN-719                                                                          | 普羅維登斯號          | 1985年8月27日服役  | 2021年12月2日            |
| SSN-720                                                                          | 匹茲堡號              | 1985年11月23日服役 | 2020年4月15日            |
| SSN-721                                                                          | 芝加哥號              | 1986年9月27日服役  | 2023年7月21日            |
| SSN-722                                                                          | 基韋斯特號            | 1987年9月12日服役  | 2023年9月21日            |
| SSN-723                                                                          | 俄克拉荷馬城號        | 1988年6月9日服役   | 2022年9月9日             |
| SSN-724                                                                          | 路易斯維爾號          | 1986年11月8日服役  | 2021年3月9日             |
| SSN-725                                                                          | 海倫娜號              | 1987年7月11日服役  | 現役(計畫2025年退役)     |
| SSN-750                                                                          | 紐波特紐斯號          | 1989年6月3日服役   | 現役(計畫2026年退役)     |
| 688-I改進型(I為Improved之意，亦稱為洛杉磯級改進型（Improved Los Angeles class）) |                       |                    |                          |
| SSN-751                                                                          | 聖胡安號              | 1988年8月6日服役   | 現役(計畫2024年退役)     |
| SSN-752                                                                          | 帕薩迪納號            | 1989年2月11日服役  | 現役(計畫2025年退役)     |
| SSN-753                                                                          | 奧爾巴尼號            | 1990年4月7日服役   | 現役                     |
| SSN-754                                                                          | 托皮卡號              | 1989年10月21日服役 | 現役(計畫2024年退役)     |
| SSN-755                                                                          | 邁阿密號              | 1990年6月30日服役  | 2014年3月24日            |
| SSN-756                                                                          | 斯克蘭頓號            | 1991年1月26日服役  | 現役(計畫2026年退役)     |
| SSN-757                                                                          | 亞歷山大號            | 1991年6月29日服役  | 現役(計畫2026年退役)     |
| SSN-758                                                                          | 阿什維爾號            | 1991年9月28日服役  | 現役                     |
| SSN-759                                                                          | 傑佛遜城號            | 1992年1月30日服役  | 現役                     |
| SSN-760                                                                          | 安納波利斯號          | 1992年4月11日服役  | 現役(計畫2027年退役)     |
| SSN-761                                                                          | 斯普林菲爾德號        | 1993年1月9日服役   | 現役                     |
| SSN-762                                                                          | 哥倫布號              | 1993年7月24日服役  | 現役                     |
| SSN-763                                                                          | 聖菲號                | 1994年1月8日服役   | 現役                     |
| SSN-764                                                                          | 博伊西號              | 1992年11月7日服役  | 現役                     |
| SSN-765                                                                          | 蒙彼利埃號            | 1993年3月13日服役  | 現役                     |
| SSN-766                                                                          | 夏洛特號              | 1994年9月16日服役  | 現役                     |
| SSN-767                                                                          | 漢普頓號              | 1993年11月6日服役  | 現役                     |
| SSN-768                                                                          | 哈特福德號            | 1994年12月10日服役 | 現役                     |
| SSN-769                                                                          | 托萊多號              | 1995年2月24日服役  | 現役                     |
| SSN-770                                                                          | 圖森號                | 1995年8月18日服役  | 現役                     |
| SSN-771                                                                          | 哥倫比亞號            | 1995年10月9日服役  | 現役                     |
| SSN-772                                                                          | 格林維爾號            | 1996年2月16日服役  | 現役                     |
| SSN-773                                                                          | 夏延號                | 1996年9月13日服役  | 現役                     |

目前相關資料中，亦有將早期型688型稱為Flight I型，配備VLS的688-2型稱為Flight II型，688-I改進型稱為Flight III型。

## 性能
洛杉磯級攻擊型核潛艇的技術相當先進，性能佳。其艦長110公尺、全寬10公尺、排水量6927噸、下潛深度450公尺、可搭載133名官兵，主要動力來源來自一座奇異S6G核子反應爐和蒸氣渦輪機。洛杉磯級攻擊型核潛艇具有完善的電子對抗設備，可以干擾和躲避敵人的音響魚雷。此潛艇也裝備了先進的綜合聲納，最大探測距離可達180公里。

## 武裝
在火力方面，洛杉機級具備4具533公厘魚雷發射管、Mk 48型魚雷、魚叉飛彈、薩布洛克反潛飛彈，以及戰斧巡弋飛彈。
洛杉磯級的實際作戰，是1991年的波斯灣戰爭中，美國曾派出2艘此潛艇，並發射上百枚戰斧巡弋飛彈攻打伊拉克陸地上的軍事設施，這次作戰也是首件攻擊型核潛艇攻打陸地的軍事行動。

## 加裝設備
自從普羅維登斯號（SSN-719）之後的各艦更在艦首預留空間加裝一組十二聯裝垂直發射器，用來裝填戰斧巡弋飛彈，此改進被稱為688-2或688-II型。另外自從建造聖胡安號（SSN-751）後開始加裝消音瓦，並將首水平舵代替了圍殼舵，在冰區上浮時還可自由伸縮，稱為洛杉磯級改進型（Improved Los Angeles class），簡稱688-I型，此處I非指羅馬數字1，而是指Improved，因此閱讀有關洛杉磯級潛艦資料時，須注意688-I比688-II先進。

## 意外事故
1992年2月11日，美國海軍洛杉磯級SSN-689 巴吞魯日號潛艇在科拉半島軍港入口處跟蹤俄羅斯北方艦隊的塞拉级核潜艇K-276“螃蟹”号。俄潜艇发觉后，立即以一个标准的瘋狂伊凡招式摆舵旋回，采取迎头对撞的战术动作，向美国潜艇衝了过来。俄潛艇的指揮台圍殼撞上了美國潛艇的艇身，其圍殼幾乎被徹底撞毀，美方潛艇耐壓艇體則遭受了致命撞擊，被迫在三年後退役，成為了第一艘退役的洛杉磯級潛艇。
2001年2月9日，美國太平洋艦隊洛杉磯級的格林維爾號潛艇在夏威夷海域撞沉一艘日本的實習船「愛媛號」，造成9名日本人喪生。
2005年1月8日，洛杉磯級舊金山號潛艇在前往澳洲布里斯班港進行訪問的路上撞上了海底山脈，造成1名船员喪生，60多名船员受伤。為了修復約花去了7900萬美金。
2006年12月29日，美國的明尼阿波利斯-聖保羅號潛艇在離開英國普利茅斯軍港時，兩名船員從潛艇瞭望台上掉入水中而死亡。
2009年3月20日，两艘同属美军第5舰队的洛杉矶级攻击潜艇“哈特福德”号核动力潜艇与“新奥尔良”号两栖船坞运输舰在霍尔木兹海峡相撞。事故造成哈特福德号上15名水手受轻伤。并且“哈特福德”号的指挥塔严重损坏，舰体结构也在剧烈的碰撞中受伤。而“新奥尔良”号发生了大漏油事故。约有9.5万升燃油流入了大海。事后新奥尔良号修复花费230万美元，哈特福德号修复花费1亿2千万美元
2012年5月23日，SSN-755 迈阿密号在缅因州朴次茅斯造船厂船坞发生火灾。美海军因为其维修费用过高而将其报废。24歲的船厂工人Casey J. Fury7月份供认纵火，原因是为了早点下班和女友约会，他被审判17年的重罪，並須賠償4億美金，但其造成的實際損失高達4.5億以上。
2012年10月13日，SSN-765 蒙彼利埃號在美國東部海域與CG-56 聖哈辛托號提康德羅加級导弹巡洋舰在美國東部海域相撞，五角大樓指，兩艘上的人員安全，沒有人受傷，潛艇推進室正常運轉，沒有洩漏輻射。聖哈辛托號的聲納導流罩撞毀，但也可依靠本身的動力繼續航行。

## 現況
洛杉磯級攻擊型核潛艇在冷戰結束後還一直建造到1996年。目前現役的有24艘、36艘除役，而此潛艇的首艦「洛杉磯號」也已於2011年退役。該艦於2011年1月20日抵達洛杉磯港做最後一次航行，1月23日在此舉行退役典禮，接著前往普吉特灣海軍造船廠進行拆解。
2010年退役的洛杉磯級潛艇費城號，反應爐被清除燃料，並已於2011年拆解。

## 未來情形
目前正取代洛杉磯級潛艇的級型有海狼級、維吉尼亞級，但它們建成的數量都不如洛杉磯級多，因此未來美國海軍除了可能會增加維吉尼亞級的艘數，還會對洛杉磯級進行一些改裝，而美軍估計一艘洛杉磯級潛艇約可服役35年左右。

## 流行作品中的洛杉磯級
- 《獵殺紅色十月號》（The Hunt for Red October）：美國小說家湯姆·克蘭西在1984年時出版的軍事小說，並於1990年時改拍成同名電影。在故事中曾出現以達拉斯號（英语：USS Dallas (SSN-700)）（USS Dallas SSN-700）為主的洛杉磯級艦隊追捕虛構的蘇聯颱風級彈道潛艇「紅色十月號」的劇情。
- 《紅色風暴》（Red Storm Rising）：湯姆·克蘭西在1986年時出版、描寫第三次世界大戰劇情的軍事小說，故事中曾提及包括芝加哥號（英语：USS Chicago (SSN-721)）（USS Chicago SSN-721）在內的洛杉磯級同級艦。以該小說劇情為基礎的電腦遊戲《魚叉（英语：Harpoon (series)）》（Harpoon）中也同樣收錄大量的洛杉磯級潛艇名單。
- 《沉默的艦隊》（沈黙の艦隊）：日本漫畫家川口開治於1988年開始連載的作品。以海底潛艇作戰為主題的該漫畫中經常提及洛杉磯級潛艇，例如大批的洛杉磯級圍捕阻止虛構的日本核動力攻擊潛艦「大和號」進入紐約港的劇情。
- 《颱風》（Typhoon）：美國小說家馬克·約瑟夫（英语：Mark Joseph (author)）（Mark Joseph）在1991年時發表的作品。描寫到一艘洛杉磯級攻擊型核潛艇雷諾號，為了對蘇聯的颱風級有更多了解，便被美國單槍匹馬的派到巴倫支海進行偵察任務。
- 《獵殺波將金號TO KILL THE POTEMKIN》
- 《魔鬼魚號復仇紀》
- 《魔鬼終結者：未來救贖》（Terminator Salvation）：2009年美國動作電影。在該片中曾提及人類反抗軍的最高總部實際上是一艘躲藏在太平洋海底的虛構洛杉磯級潛艇威靈頓號（USS Wilmington）[12]。

洛杉矶级也經常出現於电子游戏作品当中，例如《毁灭公爵3D》《Cold Waters》等。在賣座第一人稱射擊遊戲《決勝時刻：現代戰爭2》的其中一個任務關卡“The Only Easy Day...Was Yesterday”中，曾出现达拉斯号在海底施放包括玩家主角在內的141特遣隊成員送往堪察加彼得羅巴甫洛夫斯克外海的一處鑽油平台進行人質救援及佔領作業;《Cold Waters》背景為1960年代以及1980年代，遊戲內容大致是冷戰氛圍下的潛艇戰、打擊水面艦、對陸攻擊等概念的模擬遊戲，此遊戲是受《獵殺紅色十月號》所啟發製作。
但不論電影、小說或遊戲之類的創作作品如何鋪陳，在現實世界洛杉磯級潛艇從來沒有跟蘇聯潛艇正面交戰過，也從來沒有實際擊沉過敵軍的潛艇，純粹是美國在冷戰時的嚇阻武器。

## 外部連結
- Role of the Modern Submarine at Submarine History.（英文）
- Los Angeles-class submarine （页面存档备份，存于） 洛杉磯級攻擊潛艇（英文）